# Wasserturm Lehrte
Der Wasserturm Lehrte ist ein 44,5 m hoher denkmalgeschützter ehemaliger Wasserturm in Lehrte in der Region Hannover in Niedersachsen. Er gilt als Wahrzeichen der Stadt Lehrte.

## Beschreibung
Der Lehrter Wasserturm wurde im Jahr 1912 als achteckiger Backsteinturm mit über Zierprofilen auf profiliertem Gesims mit Fries aus Ziegel und Putz auskragendem Wasserbehälter mit 250 m³ Fassungsvermögen errichtet.
Der Turmschaft ist aus schlichtem Ziegelmauerwerk, im Erdgeschoss und im Turmkopf wurden Ziegel mit Putzgliederung verbaut. Darüber ein zurückgesetztes verputztes und befenstertes Zwischengeschoss und dann der Turmhelm mit spitzem Zeltdach.
Der ohne die Wetterfahne 44,57 m hohe Turm nach Plänen des Lehrter Stadtbaumeisters Max Huguenin wurde durch die hannoversche Firma Robert Grastorf GmbH zu einem Gesamtpreis von 40.000 Mark errichtet. Dies wären heute kaufkraftbereinigt 258.000 €.

## Geschichte

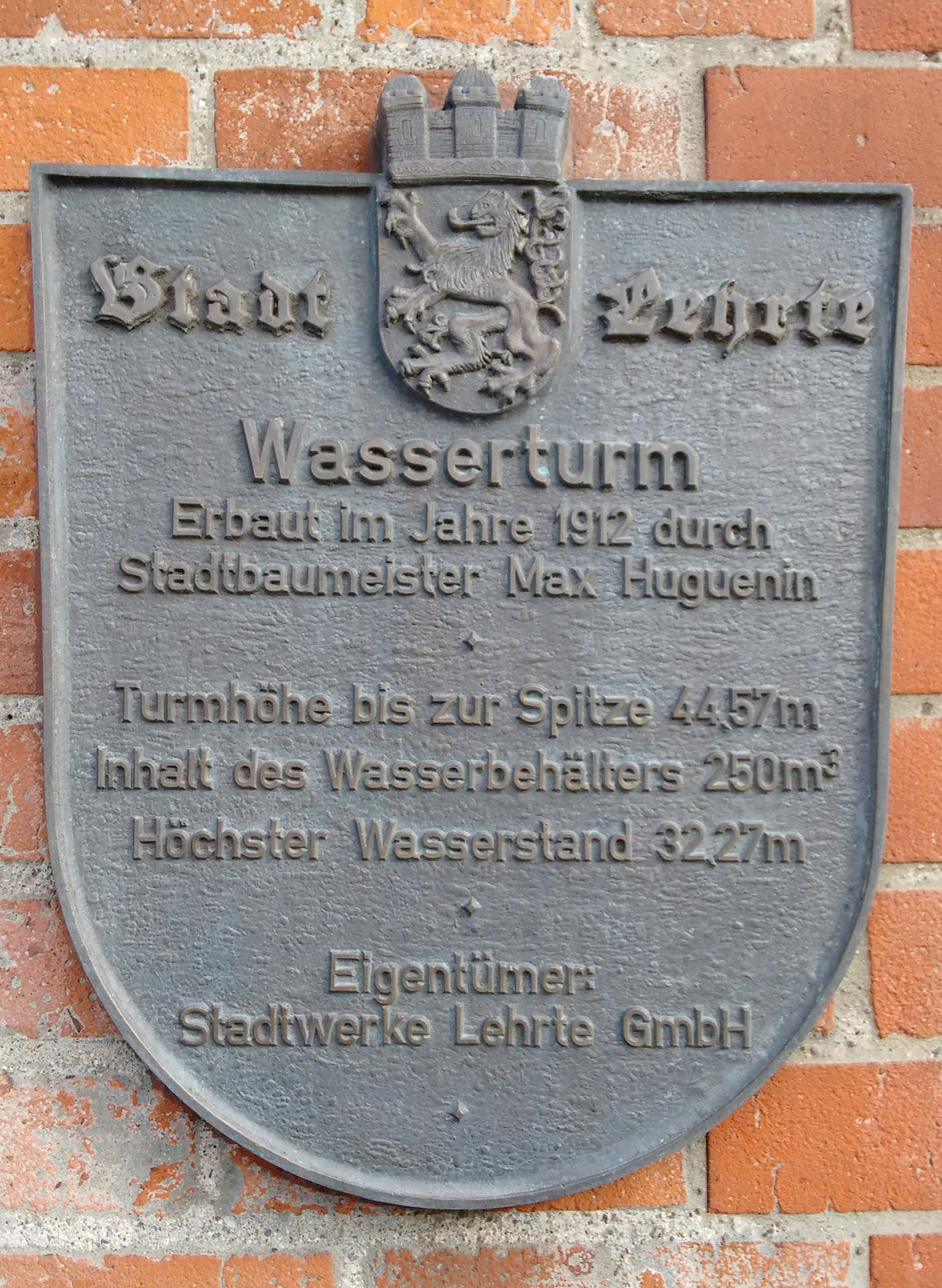
Infotafel am Gebäude

### Wasserversorgung
Da zu Beginn des 20. Jahrhunderts viele Quellen und Brunnen bei Trockenheit versiegt waren, errichtete die Stadt Lehrte im Jahr 1911 ein zentrales Wasserversorgungssystem. Zur Regulierung des Wasserdrucks und um der Eisenbahn wie vertraglich vereinbart täglich mindestens 500 m³ Trink- und Kesselspeisewasser liefern zu können wurde der Bau eines Wasserturms erforderlich.
Neben dem Wasserturm lag die 1883 gegründete, unmittelbar nördlich der Bahnstrecke Hannover–Braunschweig gelegene, Aktien-Zuckerfabrik Lehrte.
Durch Fabrikerweiterungen wurde der Wasserturm mehr und mehr verdeckt.
Der Turm war schnell ein Wahrzeichen von Lehrte geworden.
Im Jahr 2004 wurde er in einer Bürgerumfrage zum Wahrzeichen gewählt.

### Umgestaltung

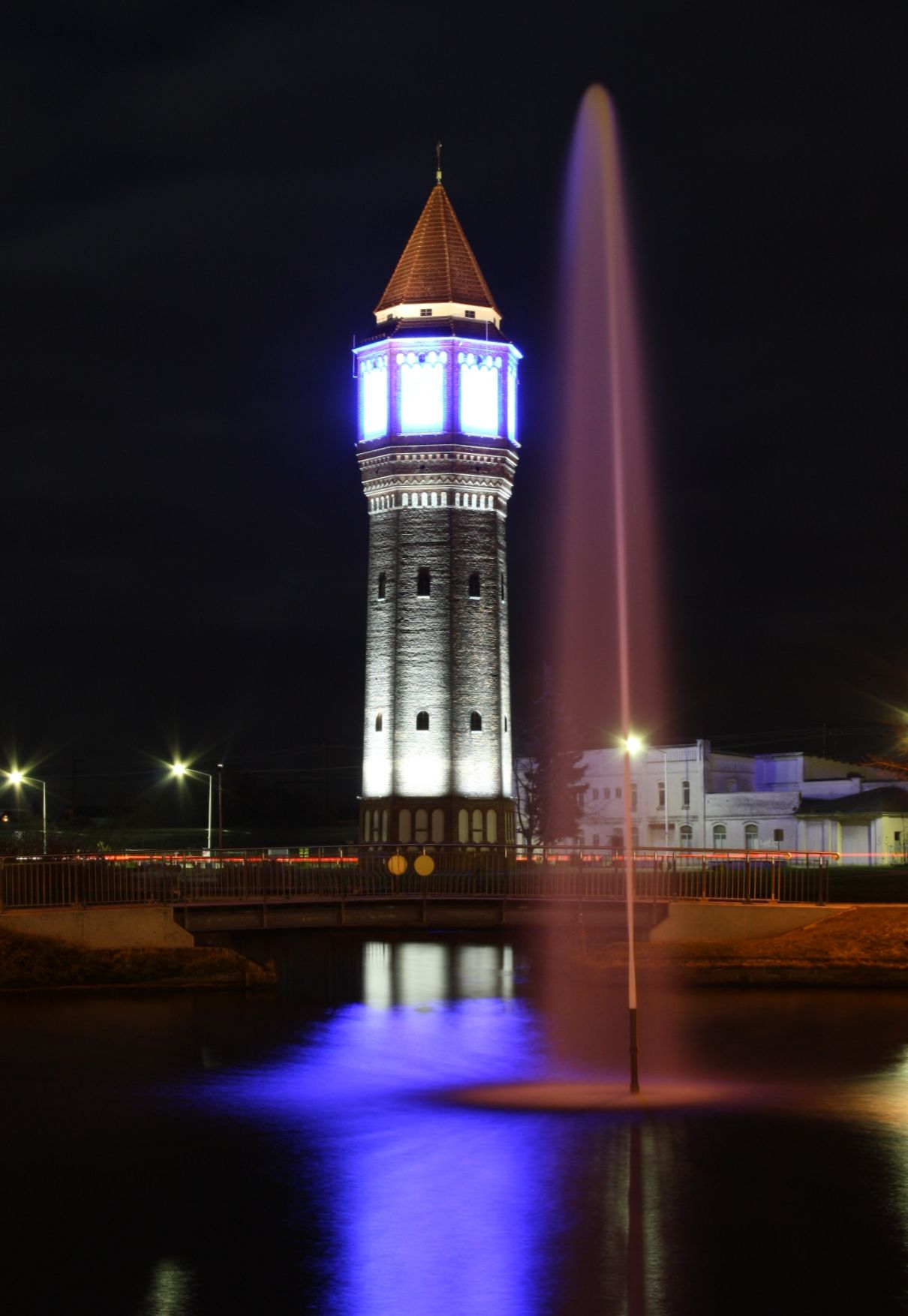
Wasserturm Lehrte bei Nacht

Der Wasserturm wurde im Jahr 2003 stillgelegt. In den folgenden Jahren wurde der Turm saniert.
Nach dem Abriss der Zuckerfabrik im Jahr 2004 wurde der im Zentrum von Lehrte gelegene Hohnhorst-Park erweitert. In dem 2006 fertiggestellten, beim Wasserturm gelegenen 25.000 m² großen Bereich erinnern Wasserbecken an die früher dort gelegenen Zuckersilos und Klärbecken.
Der Hohnhorst-Park dient als zentral gelegenes Naherholungsgebiet und wird gelegentlich für kulturelle Veranstaltungen genutzt.
Im Jahr 2006 wurde mit Spendengeldern eine Außenbeleuchtung installiert, die die Turmfassade nachts blau beleuchtet.
Der Wasserturm wurde im Jahr 2012 erneut saniert. Dabei wurden für 400.000 € etwa 10.000 Ziegel ausgetauscht.
Die Stadtwerke Lehrte als Eigentümer des Wasserturms ermöglichen gelegentlich Besichtigungen seines Inneren.

## Denkmalschutz
Im Jahr 1985 wurde der Lehrter Wasserturm wegen seiner orts-, wirtschafts- und technikgeschichtlichen Bedeutung, sowie seiner das Ortsbild prägenden Bedeutung unter Denkmalschutz gestellt.